# Nicolas Bührer
Nicolas Claude Bührer (* 14. Februar 1944 in Biel) ist ein Schweizer Unternehmer und ehemaliger Autorennfahrer. 

## Unternehmer
Nicolas Bührer ist Miteigentümer und langjähriger Geschäftsführer der Bührer & Co. AG, eines 1937 gegründeten Bauunternehmens, in dem auch Baumaschinen vertrieben und repariert werden. Eine Verbindung der Familie von Nicolas Bührer mit der Bührer Traktorenfabrik AG in Hinwil lässt sich aus den vorliegen Quellen nicht erschliessen.

## Karriere als Rennfahrer
Nicolas Bührer war in den 1970er- und 1980er-Jahren in der Sportwagenszene als Fahrer aktiv und startet in der Gegenwart mit einem Porsche 911 Carrera RSR und einem BMW M1 bei Bergrennen mit historischen Rennwagen. 1981 gewann er gemeinsam mit Angelo Pallavicini auf einem Porsche 934 das 3-Stunden-Rennen von Hockenheim. Er startete 1974 in der deutschen Rennsport-Meisterschaft, beim 24-Stunden-Rennen von Spa-Francorchamps 1975 und 1976 in Le Mans. 

## Statistik

### Le-Mans-Ergebnisse
| Jahr | Team                         | Fahrzeug    | Teamkollege        | Teamkollege   | Platzierung | Ausfallgrund  |
| ---- | ---------------------------- | ----------- | ------------------ | ------------- | ----------- | ------------- |
| 1976 | G.V.E.A. Porsche Club Romand | Porsche 934 | Bernard Chenevière | Peter Zbinden | Ausfall     | Ventilschaden |